# ناصر البيشي
ناصر محمد البيشي، لاعب كرة قدم سعودي، يلعب في نادي الشباب.

## روابط خارجية
- ناصر البيشي على موقع Soccerway.com (الإنجليزية)